# 文聖区
文聖区（ぶんせい-く）は中華人民共和国遼寧省遼陽市に位置する市轄区。区の名称の由来は、明の洪武年間に孔子廟（文廟）が建立され、清の康熙・雍正年間を通して数度修築し、その規模は広大で、儒家文化の聖地となっていたことに因む。

## 行政区画
3街道弁事処、2鎮を管轄する。
- 街道弁事所：慶陽街道、東京陵街道、新城街道
- 鎮：小屯鎮、羅大台鎮

## 交通

### 道路
- 高速道路
  -  遼中環状高速道路

## 観光
- 東京城 - 文聖区東京陵街道新城村にある、後金の関外三都城のひとつの跡。
- 東京陵 - 後金のヌルハチ一族の陵墓。